# Усадьба Вадарской
Усадьба Вадарской (также Южная Альгамбра) — особняк в Ялте, построенный в начале XX века по заказу Марии Николаевны Вадарской петербургским архитектором Евгением Шрётером. Расположен по адресу город Ялта, улица Щорса, 14. Памятник градостроительства и архитектуры федерального значения.

## Усадьба
Существуют две версии истории основания усадьбы в 1902 году: по одной Мария Николаевна Вадарская приобрела у Антона Максимовича Эрлангера северо-западную часть парка в его имении для создания крымской семейной усадьбы; по другой версии участок был куплен виноделом Я. А. Водарским (одним из создателей крымской Мадеры). Точно известно, что 28 февраля 1905 года Мария Николаевна Вадарская подала в ялтинскую городскую управу заявление с просьбой «разрешить строительство трёхэтажного дома со службами в её владении в парке Эрлангена близ Княжеской». Видимо, к этому времени приглашённый из Петербурга архитектор Е. Ф. Шрёттер уже разработал проект, позволяющий на относительно небольшом крутом горгом участке возвести здание, соответствующее запросам заказчицы.

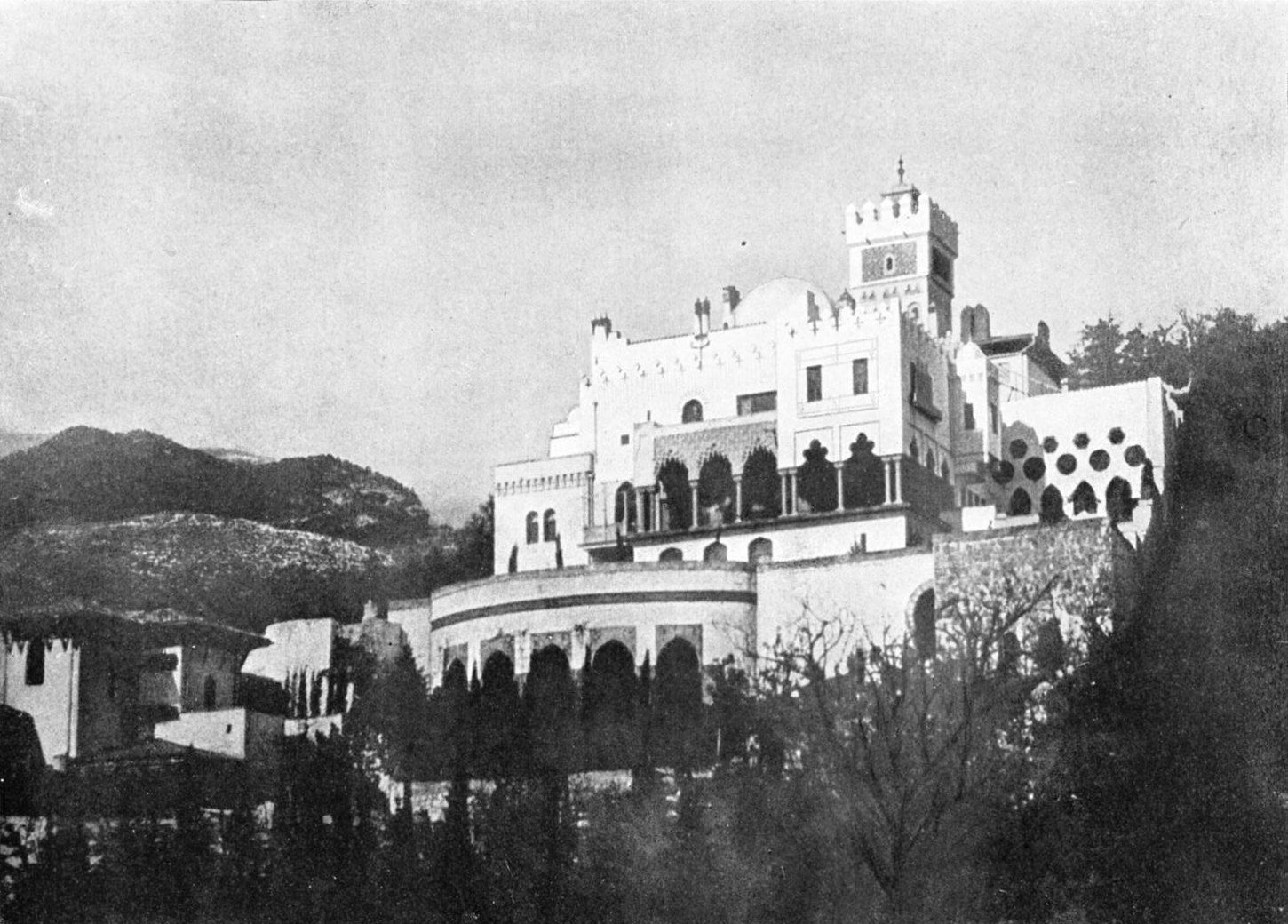
Вилла М. Н. Вадарской, 1908 год.

К 1907 году (вариант — к 1908 году) особняк, идею которого зодчий заимствовал у дворца Альгамбра, в стиле мавританской архитектуры, был построен. При строительстве использовали крымский ракушечник и бутовый камень. Используя природные плоскости ландшафта и создав систему подпорных стен, Шрёттеру удалось объединить строения усадьбы в сплошной архитектурно-пространственный комплекс, включающия собственно виллу, флигель, лестницу от входа в усадьбу и парк с элементами малых архитектурных форм и зелёных насаждений. Композиционной осью здания, над северо-западной частью которого устроен купол и вообще имеющего в плане сложную конфигурацию, стала высокая зубчатая башня. Она окружена с разных сторон равновеликими объёмами сооружений, создающими эффект миниатюрного восточного города. На фасадах устроены многочисленные веранды, террасы и балконы, дымоходы выполнены в виде башен-пинаклей, украшающих крышу. Создана арочная галерея с колоннадой, стены укращены резьбой по камню, в окнах цветные витражи. В здании три этажа, упомянутая башня, подвальное помещение, 15 комнат. В интерьерах — гипсовая лепнина, мрамор, дубовые столярные изделия сложных форм, художественный щитовой паркет.

## После революции
16 декабря 1920 года приказом председателя Революционного комитета Крыма были изъяты «из частного владения как разных ведомств, так и частных лиц все имения Южного берега Крыма в районе от Судака до Севастополя включительно». Усадьба Вадарской была национализирована, о судьбе владельцев пока ничего не известно. В особняке в межвоенный период действовали, по разным данным, либо Дом отдыха водников, либо санаторий Белорусского военного округа, либо дом отдыха горняков. Во время войны дача сильно пострадала: были уничтожены деревянные перекрытия, окна и двери, а также некоторые элементы интерьера. В 1980-х годах здание отреставрировали и разместили в нём пансионат «Укрреставрация».
Законом Украины даче был присвоен статус памятника архитектуры национального значения. После вхождения Крыма в состав России усадьба перешла в собственность дирекции имущества Республики Крым. Распоряжением Правительства Российской Федерации от 17 октября 2015 года бывшая дача объявлена памятником градостроительства и архитектуры федерального значения. В 2017 году усадьба была выставлена на продажу и куплена, по сообщениям СМИ, предпринимателем Алексеем Коноваловым.